# GI
Global Icon (кор.: 지아이; аббревиатура: GI) — бывшая южнокорейская гёрл-группа, сформированная под руководством Simtong Entertainment в 2013 году. Они выпустили свой дебютный сингл «Beatles» 3 апреля 2013 года. Группа изначально дебютировала с «мальчишеской» концепцией, ссылаясь на то, что у большинства членов были короткие волосы и более мужское отношение и стиль, что противоречило женским концепциям многих корейских поп-групп, но после изменений в составе, группа осуществила камбек в 2015 году с женской и сексуальной концепцией.

## История

### 2013: Дебют и полемика «Don’t Lie»
Группа была объявлена 20 марта 2013 года, а имиджевые тизеры вышли чуть позже, которые лично представили участников. Выяснилось, что они возьмут новую концепцию, отличающуюся от других женских групп:
«Мы планируем отличаться от других женских групп с сексуальным и милым концептом.»
После этого, в музыкальном тизере видеоролика появились рэпперы, OneKet и AI, а затем было выложено видео для певцов Юнджи, Хаын, Арам и полноформатный групповой музыкальный тизер. Группа выпустила свой дебютный сингл «Beatles» 3 апреля 2013 года вместе со своим видеоклипом. Они дебютировали на Show Champion в тот же день.
1 июля 2013 года компания Sim Tong Entertainment выпустила фотографии обложки альбома для своего второго цифрового сингла «From You». «Because of You» должен был выйти 3 июля (с выпуском первого мини-альбома Global Icon, который будет выпущен позднее в августе), но сингл был отложен до 30 августа из-за проблем с расписанием, а мини-альбом до 3 сентября.
Группа также была выбрана для того, чтобы стать моделями для корейского ресторана «94Street». Это вызвало некоторую критику со стороны фанатов, поскольку в CF представлены члены, одетые в причудливые платья, что многие приняли за то, что группа отходит от своей первоначальной «мальчишеской» концепции.
Группа объявила, что они вернутся в октябре того же года с песней «Do not Lie», но песня была признана «непригодной для эфирного вещания» всеми основными сетями, и они были вынуждены продолжать выступать с «Giyeuk», и назвать это реальным возвращением, вместо прежнего.

### 2014—2015: Изменение состава и камбэк
25 июня 2014 года GI International Fanclub объявило, что Арам решила покинуть группу. Это произошло спустя два месяца, после её возвращения из Японии. Представитель SimTong Entertainment изначально сообщил GI International Fanclub, что уход Арам из GI и их агентства обсуждается. Было также объявлено, что GI готовится к возвращению с новым участником, и она, вероятно, займет позицию Арам в качестве главного вокалиста. Член Хаын загрузила фотографию практикующихся девушек в Twitter 19 июня, на которой были представлены две неизвестные публике участницы. Фанаты предположили, что они являются новыми членами, хотя обеим из них пришлось встретиться с бурной реакцией и критикой, когда фанаты заметили, что они были в губ-синхронизации во время концертного выступления группы с прежним составом.
14 ноября 2014 года на официальной странице группы было обнаружено, что Хаын также покидает группу (в августе того же года), в результате чего будущее группы вызвало сомнение, хотя в январе 2015 года было объявлено, что группа осуществит камбек.
24 февраля 2015 года Дэльта из AlphaBat выложила запись в своей учетной записи Instagram, заявив, что группа планирует выпустить свой третий сингл 25 февраля. На следующий день одна из участниц, Ванкет анонсировала, что подал иск о прекращении контракта против Simtong Entertainment, ссылаясь на плохое управление, компания же ответил утверждением, что Арам и она нарушили их контракты.
29 июня SimTong Entertainment выпустило отдельные видео для представления трех новых участников: Докён, Джи Амин, Хису. Группа вернулась с новым составом 2 сентября, удивив фанатов из-за резкого перехода от концепции «tomboyish», благодаря которой, группа стала известной и получила высокую оценку за гораздо более женственную концепцию своего Doligo Doligo MV. Ни музыкальное видео, ни песня не были хорошо восприняты, а рецензенты говорили, что образы видео были «смешными, неуместными и безвкусными».
2016: Изменение состава и расформирование
28 марта Ёнджи анонсировала о своем уходе из группы, сообщив: «Все, кто любил и поддерживал GI, спасибо вам большое, серьезно…Я была так счастлива. Скоро я вернусь с новым образом. Всем пока». В то же время Докён удалила все её твиты, спекулируя, что группа расформирована.

## Участники

### Бывшие участники
- Ванкит (настоящее имя: Вон Ён сан, кор.: 원연상)
- Ли Арам (кор.: 이아람)
- Чон Хаён (кор.:전하연)
- Джон Ёнджи (кор.: 정은지)
- Ким Наын (кор.: 김나연)
- Джиамин (настоящее имя: Джи А Мин, кор.: 지아민)
- Хису (настоящее имя: Мун Джи Силь, кор.: 문진실)
- Докён (настоящее имя: Хан До Кён, кор.: 한도경)

## Дискография

### Мини-альбомы
| Название   | Детали альбома                                                                           | Позиции в чартах | Продажи   |
| Название   | Детали альбома                                                                           | KOR              | Продажи   |
| ---------- | ---------------------------------------------------------------------------------------- | ---------------- | --------- |
| Tremendous | - Выпущен: 3 сентября 2013 - Лейбл: Simtong Entertainment - Формат: CD, digital download | 21               | KOR: 756+ |

### Сингл
| Год  | Информация | Позиции в чартах | Трек-лист                                | Продажи          |
| Год  | Информация | KOR              | Трек-лист                                | Продажи          |
| ---- | --- | ---------------- | ---------------------------------------- | ---------------- |
| 2013 | «Beatles» - Выпущен: 3 апреля 2013 - Язык: Корейский - Продолжительност: 06:42 - Лейбл: Simtong Entertainment - Формат: CD, digital download | 158              | 1. Beatles 2. Beatles (BeatBurger Remix) | 10,561 (digital) |